# Berckmanskampen
Berckmanskampen är en bergstopp i Antarktis. Norge gör anspråk på området. Toppen på Berckmanskampen är 2 052 meter över havet, eller 486 meter över den omgivande terrängen. Bredden vid basen är 3,0 km.
Terrängen runt Berckmanskampen är varierad. Trakten är glest befolkad. Det finns inga samhällen i närheten. 